# Gérard Prévot
 (décembre 2020).
Si vous disposez d'ouvrages ou d'articles de référence ou si vous connaissez des sites web de qualité traitant du thème abordé ici, merci de compléter l'article en donnant les références utiles à sa vérifiabilité et en les liant à la section « Notes et références ».
Pour les articles homonymes, voir Prévot.
Œuvres principales
- Le Démon de février
- La Nuit du Nord

Gérard Prévot est un écrivain belge, né à Binche (Hainaut) le 2 septembre 1921 et décédé le 12 novembre 1975 à Bruxelles. Il a abordé successivement tous les genres littéraires (poésie, théâtre, nouvelles et roman fantastique), sous son nom ou sous de nombreux pseudonymes. Il fait partie avec Jean Ray et Thomas Owen des grands auteurs fantastiques belges du XXe siècle.

## Biographie
Gérard Prévot est né à Binche, où ses parents tenaient un magasin de vêtements. Élevé par sa grand-mère, il fréquente le collège Notre-Dame de Binche où il n'est pas bon élève, mais il s'intéresse très tôt à la littérature, en particulier aux poètes maudits. Pendant l'exode de 1940, il rencontre Marie-Louise Bruggeman qu'il épouse et s'installe à Courtrai. Malgré la naissance d'un enfant, le couple ne tient que quelques années. À la Libération, il s'engage dans la Brigade Piron.
À partir de mars 1945, il commence à travailler comme secrétaire pour les éditions « Écrans du monde », chez qui il publie son premier livre. Il s'essaie au journalisme aux quotidiens « Le Peuple » et « La Cité » en 1949-1950.
En 1951, il part une première fois pour Paris et y revient en 1954 où il trouve une place de lecteur aux éditions Gallimard. Il devient collaborateur occasionnel aux Lettres Françaises, et rencontre Louis Aragon, Jean Paulhan et Pierre Seghers, mais connaît des conditions de vie (et de publication) précaires. Au début des années 70, il revient en Belgique et s'installe à Ostende. Il rencontre Jean-Baptiste Baronian qui le pousse vers la littérature fantastique. Prévot y produit d'abord des nouvelles, puis des romans, dans le style de la littérature fantastique belge, située dans les brumes du nord. C'est pour ces œuvres qu'il reste le plus connu aujourd'hui. Ses recueils les plus caractéristiques sont Le Démon de février et La Nuit du Nord, ainsi que les six romans (formant une suite) du jeune héros « Dan Dubble », dont Marabout s'apprêtait à faire une série spécifique, au moment de sa mort. Plusieurs de ses textes (dont une pièce consacrée à Louis II de Bavière) restent inédits.
Il a publié sous son propre nom, ainsi que sous les pseudonymes de Diego Michigan (nom collectif), de Francis Murphy (aux éditions du Fleuve Noir) et de Red Port (pseudonyme lui-même supposé être l'abréviation de Red Portrage, et présenté avec une fausse bibliographie) aux Éditions Marabout.